# Sân bay quốc tế Yangyang
Sân bay quốc tế Yangyang (Hangul: 양양 국제 공항, Hanja: 襄陽國際空港, Hán-Việt: Tương Dương quốc tế không cảng, Revised Romanization: Yangyang Gukje Gonghang, McCune-Reischauer: Yangyang Kukche Konghang) (IATA: YNY, ICAO: RKNY) là một sân bay quốc tế nhỏ tại Đông-Bắc của Hàn Quốc, tọa lạc tại huyện Yangyang, tỉnh Gangwon và phục vụ các thành phố gần đó là Gangneung và Sokcho. Du khách đên vườn quốc gia Seoraksan sử dụng sân bay này. Thỉnh thoảng có những chuyến bay thuê bao đến Trung Quốc, Nhật Bản và Đài Loan.Hiện nay,Korean Air có các chuyến bay tới Busan.

## Hãng hàng không và tuyến bay
Hành khách
| Hãng hàng không   | Các điểm đến                                                                |
| ----------------- | --------------------------------------------------------------------------- |
| Fly Gangwon       | Đài Bắc–Đào Viên, Đài Trung, Clark , Hà Nội, Jeju, Cao Hùng, Tp Hồ Chí Minh |
| Korea Express Air | Busan                                                                       |
| Loong Air         | Hàng Châu, Ningbo                                                           |
| VietJet Air       | Thuê chuyến: Hà Nội                                                         |
| Yakutia Airlines  | Theo mùa: Vladivostok                                                       |